# Бојана Лечић
Бојана Лечић (Нова Варош, 1991) је српска манекенка и носилац титуле на такмичењу лепоте која је учествовала на избору за Мис света 2012. године.
Студирала је Факулет организационих наука Универзитета у Београду.
Бојана Лечић, прва пратиља Мис Србије 2011. године, представљала је своју земљу на избору за Мис света 2012. године. Бојана је првобитно требало да представља Србију на Мис Универзума 2012, али се због промене датума Мис света и Мис Универзума такмичила на Мис света.